# Новый путь (журнал)
«Новый путь» — русский религиозно-философский публицистический журнал, созданный в 1902 году и просуществовавший до конца 1904 года. Журнал, первоначально предназначенный для издания протоколов «Религиозно-философских собраний», ставил своей основной задачей соединение богоискательства и символизма. В. Брюсов определял его как «богословско-литературный журнал».

## История
Главным редактором журнала «Новый путь» был П. П. Перцов, но идейное руководство осуществлялось Д. С. Мережковским и З. Гиппиус, из-за чего издание получило репутацию «семейного». Первый номер журнала «Новый путь» вышел в ноябре 1902 года.
Журнал ориентировался в основном на петербургскую образованную публику и внешне противостоял другому ответвлению русских символистов, опиравшихся на московское издательство «Скорпион» и возглавляемых В. Брюсовым. Последний вместе с единомышленниками продолжал отстаивать изначальные ценности символизма («искусство ради искусства», индивидуализм и т. д.). Мережковские порицали «новейший индивидуализм», который, как писала З. Гиппиус, «съел всякую общественность, — съест и наше искусство».
Если «Мир искусства» (с которым прежде активно сотрудничали Мережковские) был журналом с доминирующим (обильно иллюстрируемым) художественным отделом, то «Новый путь» строился по образцу классического для России «толстого» журнала со всеми его характерными разделами. В стихотворном разделе «Нового пути» доминировали символисты (К. Бальмонт, Ф. Сологуб, Ю. Балтрушайтис, Н. Минский, В. Брюсов, А. Блок, Мережковские). Стихотворения печатались преимущественно большими подборками, дававшими читателю полное представление о творческой индивидуальности поэта.
Основной публикацией прозаического раздела стал роман Мережковского «Антихрист. Пётр и Алексей». Кроме того, здесь были напечатаны рассказы З. Гиппиус, «Жало смерти» Сологуба, произведения A. Ремизова, С. Сергеева-Ценского, Б. Зайцева.
Наибольший интерес, однако, вызывали материалы, публиковавшиеся в специфических рубриках: «Записки Религиозно-философских собраний» (и примыкавшей к ним «Религиозно-философской хронике»), «В своем углу» (её вёл В. Розанов), «Из частной переписки». Здесь авторы могли позволить себе жанровое новаторство, а также освобождённость от идеологической схемы Мережковских. Среди наиболее значительных нехудожественных произведений, публиковавшихся в «Новом пути», отмечались «Эллинская религия страдающего бога» Вяч. Иванова и «Спиритизм как антихристианство» П. А. Флоренского.
Летом 1904 года от редактирования журнала отказался П. Перцов, уступив место Д. Философову. К концу 1904 года из-за нехватки средств, а также запрета на публикацию отчетов Религиозно-философских собраний, интерес к журналу стал падать. К участию — через нового секретаря Г. Чулкова — была привлечена группа философов-идеалистов (С. Н. Булгаков, Н. А. Бердяев, П. И. Новгородцев, Н. О. Лосский, С. Л. Франк, А. С. Глинка). В трех последних номерах 1904 года в ведении Мережковских остался лишь литературный раздел. С начала 1905 года «Новый путь» перестал выходить, а вместо него подписчикам был разослан новый журнал «Вопросы жизни».